# Castilia chinantlensis
La mariposa castilla (Castilia chinantlensis) es una especie de mariposa endémica de México de la familia Nymphalidae que fue descrita originalmente bajo el nombre científico Phyciodes (Eresia) chinantlensis. El holotipo macho proveniente de La Esperanza Oaxaca. La etimología del nombre deriva de que es una especie cuyo hábitat se encuentra en la zona conocida en la época Prehispánica como la Chinantla.

## Descripción
La envergadura del ala anterior es de 19 mm en los machos y 25 mm en las hembras. Las alas anteriores en su vista dorsal son de color café oscuro en su base, con tres manchas grandes de color anaranjado, con algunas escamas anaranjadas dispersas. Margen costal ligeramente convexo, ápice redondo, margen externo curvo, y el margen interno ligeramente curvo. Las posteriores en su vista dorsal son más pequeñas que las anteriores, el color de base, es del mismo color café oscuro que las anteriores, con una mancha triangular anaranjada desde el área postdiscal hasta el área submarginal, más delgada hacia el margen interno y más ancha hacia el margen costal. Presenta par de serie de manchas en la zona postdiscal externa y submarginal. Parte de la celda discal, área basal y postbasal presenta una mancha amarillo ocre, ápice como área subapical es de color café claro con cuatro manchas o puntos pequeños de color blanco. Ventralmente las alas anteriores son de color café oscuro hacia el margen costal e interno hasta la región postdiscal. Las alas posteriores son de color amarillo ocre, con algunas áreas con escasas escamas de color café oscuro, presenta tres puntos negros en el área postdiscal y serie de lúnulas en el área submarginal.
Las antenas, cabeza, tórax y abdomen son de color café oscuro. Los palpos labiales, tórax y abdomen son de color amarillo ocre. En la hembra el patrón de manchas anaranjadas en su vista dorsal son más robustas o anchas, y siendo esta ligeramente más grande.

## Distribución
Sierra de Juárez, en zonas abiertas del bosque mesófilo de montaña, en La Esperanza, Oaxaca, 1750 m s. n. m., sin embargo está presente entre 1400 y 1800 m s. n. m.

## Hábitat
Oeste de México hasta Oaxaca. La distribución conocida, abarca parte de la Sierra de Juárez, Norte de Tlaxcala; sur de Veracruz, Norte y sureste de Chiapas.

## Estado de conservación
No está enlista en la NOM-059.